# 高野山ユースホステル

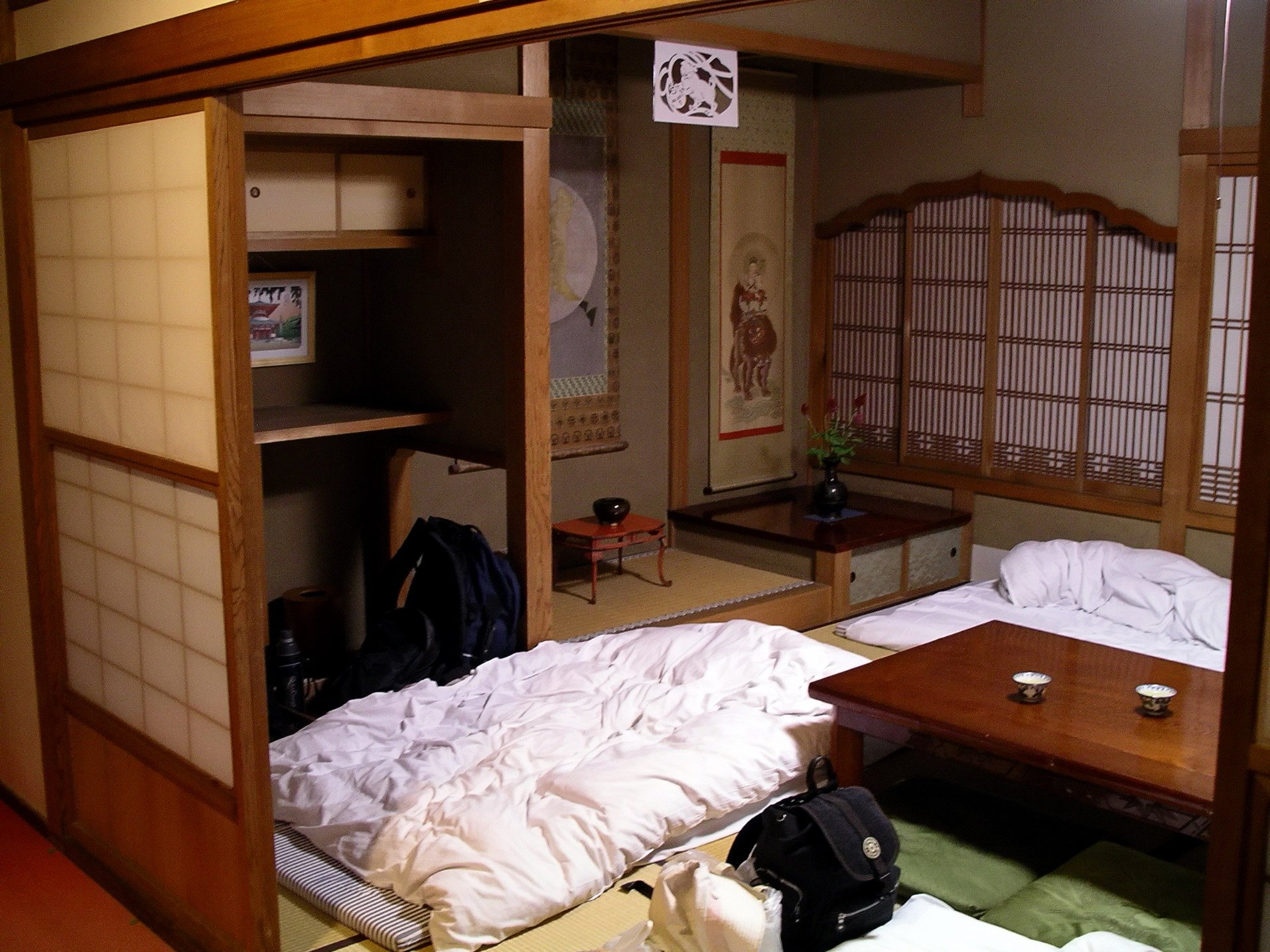
客室

高野山ユースホステル（こうやさんユースホステル）は日本ユースホステル協会に加盟している和歌山県高野町のユースホステル。元々は金剛峯寺の別荘だった建物であった。
2014年10月現在、「当分の間臨時休館」となっている。（財）日本ユースホステル協会公式サイトの新設・再開・休館・閉館情報より

## アクセス
- 南海高野線極楽橋駅下車。高野山ケーブル乗換え高野山駅下車。南海りんかんバス警察署前バス停下車 徒歩2分。